# Miyazaki
Miyazaki (jap. 宮崎市 Miyazaki-shi) – miasto i port w Japonii, ośrodek administracyjny prefektury Miyazaki, na wschodnim wybrzeżu wyspy Kiusiu, nad Oceanem Spokojnym.

## Położenie
Miasto leży na wschodnim wybrzeżu wyspy Kiusiu nad rzeką Ōyodo. Najwyżej położonym miejscem jest góra Boroishi. Miyazaki graniczy z miastami:
- Miyakonojō,
- Nichinan,
- Saito.

## Historia
- Miasto powstało 1 kwietnia 1924 roku, z połączenia miasteczek Miyazaki, Ōyodo oraz wsi Oumiya.
- 1 stycznia 2006 do miasta przyłączono Tano, Sadowara i Takaoka.

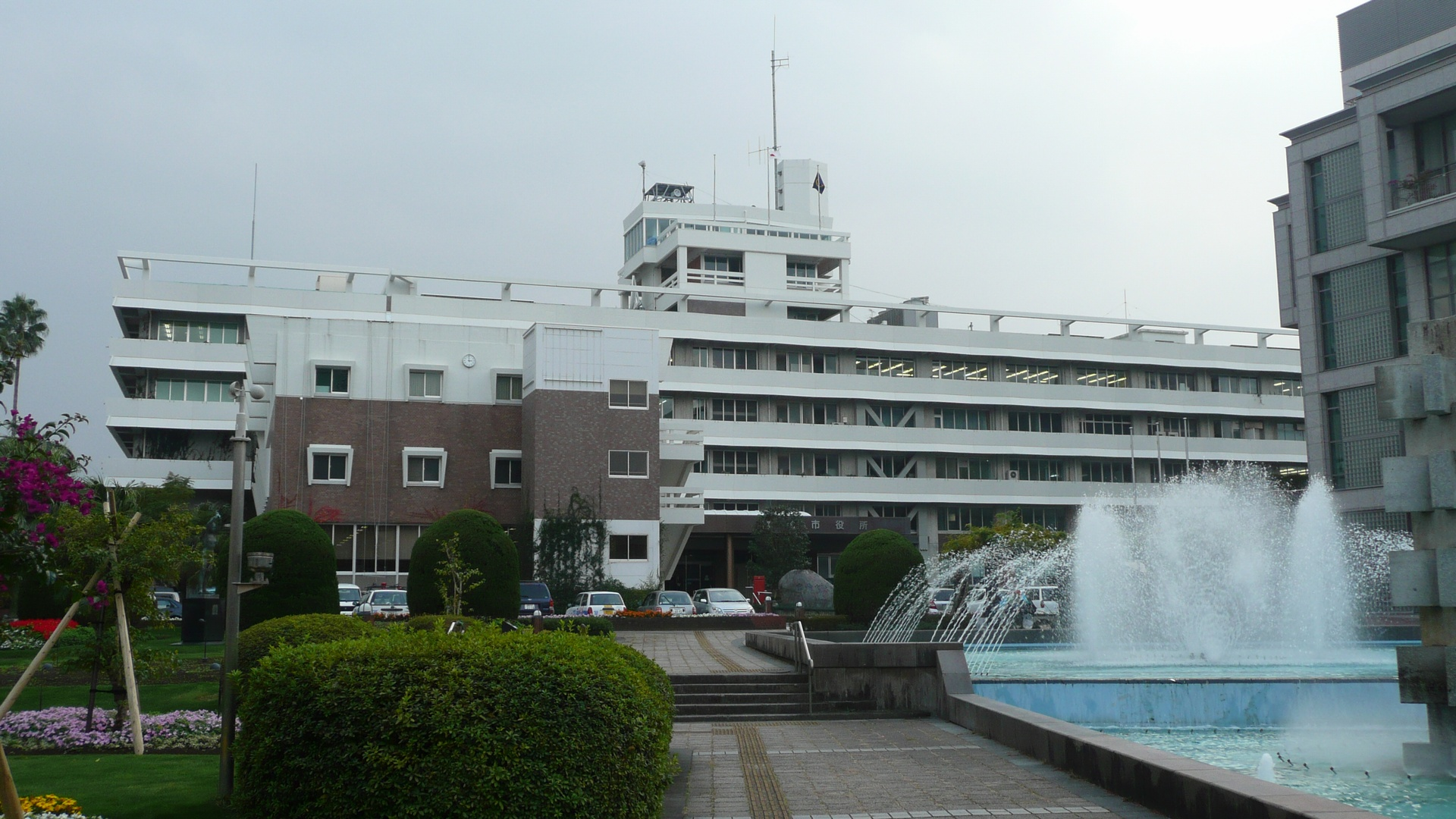
Urząd Miasta Miyazaki

## Miasta partnerskie
- Stany Zjednoczone: Virginia Beach
- Chiny: Huludao